# Kothurn

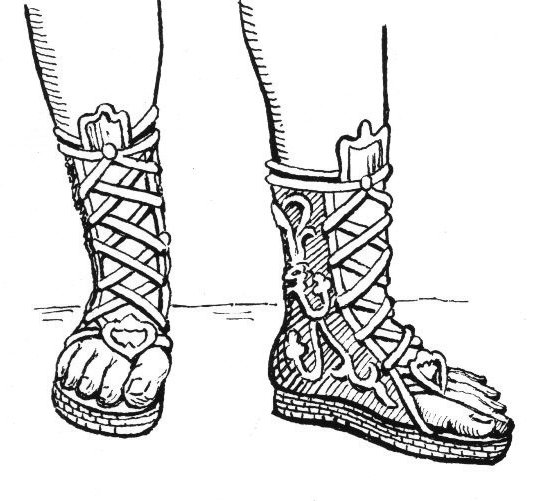
Ein Paar antiker Kothurne

Der Kothurn (von altgriechisch κόθορνος kóthornos) war ursprünglich ein geschnürter, wadenhoher Schaftstiefel, ein Jagdstiefel des Dionysos, der später zu einem Bestandteil des Kostüms der Schauspieler der griechischen Tragödie wurde. Im 2. Jahrhundert v. Chr. wurden die Sohlen aus Kork gefertigt. Die Sohlen waren so dick, dass sie fast Stelzen glichen, was vor allem für die römische Zeit gilt.

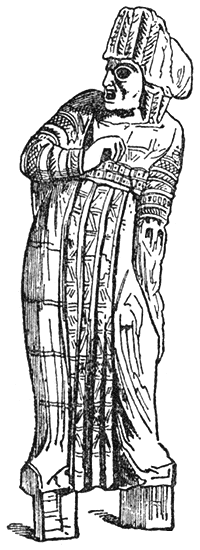
Antiker Schauspieler mit Kothurnen

Hohe Kothurne gehörten im 15. und 16. Jahrhundert auch zur italienischen Mode, besonders in Venedig, und ebenso zur spanischen Mode des späten 16. und frühen 17. Jahrhunderts. Sie nannten sich nun allerdings Chopine, von spanisch chapín. Die Damen trugen sie unter dem kegelförmigen Reifrock (Vertugadin), um größer und schlanker zu wirken. Sie waren jedoch nicht sichtbar, weil der Rock länger gemacht wurde als notwendig; dadurch wirken die Beine ungewöhnlich lang.
Im übertragenen Sinne wird der Begriff Kothurn auch für die Tragödie an sich verwendet.
Theramenes trug den Beinamen Kothurn, weil er im politischen Sinne sehr wandlungsfähig gewesen sei.
Außerdem findet sich der Ausdruck Kothurn im Titel der Zeitschrift Maske und Kothurn, die von 1955 bis 2022 vom Institut für Theater-, Film- und Medienwissenschaft an der Universität Wien herausgegeben wurde, wieder. Auch die veraltete Redewendung auf hohem Kothurn einhergehen, so viel wie ‚in tragischem Pathos reden‘, stammt daher.